# SerDes
SerDes（SERializer/DESerializerの略）は、コンピュータのバス等に於いてシリアル、パラレルを相互変換する回路。
特に高速インターフェースにおいて、パラレルインターフェース間をシリアル接続する際などに利用される。
近年、高速インターフェースでは、パラレル転送方式で問題となる配線長差によるビット間スキューを考慮する必要がないシリアル転送方式が主流となっている。
シリアル転送方式による高速インターフェース規格としては、イーサネット、IEEE 1394b、PCI Express、シリアルATA、SAS、ファイバーチャネル、InfiniBand、RapidIO、RocketIO等があげられる。
パラレル転送方式ではデータ線とは別にクロック線を用意するのが一般的であるのに対して、基本的にSerDesではマンチェスター符号や8b/10b符号などを用いてデータとクロック（タイミング情報）を１本のラインに重畳して送信し、受信側のクロック・データ・リカバリ回路でクロックとデータを分離する構成がとられることが多い。